# Platja del Canadell
La platja del Canadell està situada a l'entorn urbà de Calella de Palafrugell (Baix Empordà). El nom té el seu origen en la paraula canya, en referència al fet que era una platja on hi havia moltes canyes.

## Història i descripció
Limita a ponent amb la punta de Conill, sobre la que hi ha la casa Rosa (ara ja blanca) i més enllà la platja del Port de Malaspina, i a llevant amb un tram de roquissar, per on discorre el camí de ronda que arriba a Llafranc, a 1 km.
Orientada al sud-sud-est, té 191 m de longitud i 17 m d'amplada, formada per sorra gruixuda i grava, amb un pendent d'entrada a l'aigua moderat. El grau d'ocupació a l'estiu és alt. És accessible a peu i en cotxe. Està flanquejada per elegants cases d'estiueig de principis del segle xx i sobre la platja mateix hi ha antigues casetes de pescadors transformades en habitatges.
Com a servei de seguretat, té un equip de vigilància, policia local, senyalització de perill i Creu Roja. A més a més, la platja està equipada amb els serveis de lavabos, dutxes, rentapeus, telèfons, papereres, cendrers i serveis de neteja.
L'Agència Catalana de l'Aigua efectua un control setmanal de la qualitat de l'aigua, durant la temporada de bany, amb el resultat d'excel·lent. Està guardonada amb la Bandera Blava, que reconeix internacionalment la qualitat de l'aigua i serveis.
L'actual passeig actual del Canadell va ser projectat el 1976 per l'arquitecte Joan Pericot i Garcia.
Les cases amb façana al passeig del Canadell i les edificacions que tanquen visualment la platja pel seu extrem est estan incloses dins de l'entorn de protecció del conjunt històric del Port Bo.